# متحف القنيطرة
متحف القنيطرة متحف في عاصمة الجولان في سوريا أسس في عام 1986م. يقع المتحف وسط مدينة القنيطرة التي تبعد مسافة 70 كم إلى الغرب من مدينة دمشق العاصمة. وتعتبر مدينة القنيطرة عاصمة الجولان السوري ومن أهم مدنها وقراها، وقد أسس المتحف في مبنى أثري بعد إعادة ترميمه.

## تاريخ المبنى
المبنى عبارة عن خان أثري بطول 40 م وبعرض 12 م مساحته 480 م2 أنشئ في القرن التاسع الهجري من قبل التاجر الثري شمس الدين بن المزلق في أواخر العصر المملوكي، أشغل المبنى قبل عام 1967  من قبل دوائر حكومية أهمها دائرة النفوس والقائم مقاميه بالقنيطرة بعد بناء عدة غرف في الطابق الثاني للمبنى الأثري ثم ترمم الخان بعد تهديم جزؤه الشرقي من قبل الجيش الإسرائيلي وهيئ ليكون متحفا للآثار في محافظة القنيطرة، والذي تم افتتاحه عام 1986م.
- يقسم المتحف إلى رواقين بشكل طولاني، مدخله من الجهة الجنوبية وله مدخل صغير من الزاوية الجنوبية الغربية وله أيضا عدة نوافذ صغيرة من الاتجاهات الجنوبية والغربية والشمالية.
- البناء سطحه مقبب ومبني من الحجر البازلت الأسود، يرتكز سطحه على عدة أعمدة جانبية ووسطية، طول الضلع في كل عامود 1.5م تقريبا.

## أقسام المتحف الرئيسية
يقسم المتحف إلى أروقة تحتوي على خزن تضم بداخلها قطعاً أثرية لمختلف العصور.
- عصورالشرق القديم \ عدد الخزائن / 14/ خزانة
- العصر الكلاسيكي \ عدد الخزائن / 8 / خزائن
- العصر الإسلامي \ عدد الخزائن / 5 / خزائن

## أهم القطع الأثرية في المتحف
- الجرار والأباريق الصغيرة المختلفة الألوان والأشكال.
- دمى فخارية للربة عشتار وأخرى ذات تأثير فرعوني.
- ناي من العاج.
- إبريق فخاري باللون الأسود عليه زخارف وخطوط بطريقة الحز ـ لطيور.
- رأس أميرة من خربة ارويحينة ـ تعود للفترة الرومانية.
- تمثال ربة النصر من قرية مسحرة.